# Miklós Németh
Miklós Németh, född den 23 oktober 1946 i Budapest, Ungern, är en ungersk friidrottare inom spjutkastning.
Han tog OS-guld i spjutkastning vid friidrottstävlingarna 1976 i Montréal. 